# Monique Henderson
Monique Henderson, född den 18 februari 1983 i San Diego är en amerikansk friidrottare som tävlar på 400 meter.
Hendersons genombrott kom när hon vann guld på 400 meter vid junior-VM 2002. Hon var med i det amerikanska stafettlaget på 4 x 400 meter som vid Olympiska sommarspelen 2004 vann guld. Året efter deltog hon vid VM i Osaka där hon gick vidare till final men slutade först på sjunde plats på tiden 51,77.
Hon deltog även vid Olympiska sommarspelen 2008 i Peking där hon åter blev guldmedaljör i stafetten över 4 x 400 meter.

## Personligt rekord
- 400 meter - 49,96 sekunder